# ProSieben Maxx
ProSieben Maxx (stylisé en « ProSieben MAXX ») est une chaîne de télévision généraliste privée allemande appartenant au groupe ProSiebenSat.1 Media, lancée le 3 septembre 2013 à 20 h 15.